# Майбутне
Майбу́тне (укр. Майбутнє) — село в Корюковском районе Черниговской области Украины. Население 4 человека. Занимает площадь 0,119 км².
Код КОАТУУ: 7422481002. Почтовый индекс: 15320. Телефонный код: +380 4657.

## Власть
Орган местного самоуправления — Белошицко-Слободский сельский совет. Почтовый адрес: 15320, Черниговская обл., Корюковский р-н, с. Белошицкая Слобода, ул. Шевченко, 21.

## История
В годы Великой Отечественной войны немецкий карательный отряд уничтожил 130 жителей села и сожгли 95 домов. В селе установлен мемориал в память об этих событиях.